# Vilkhivka
Vilkhivka (en ukrainien : Вільхівка) est un village situé dans le raïon de Kharkiv, lui même situé dans l’oblast du même nom, en Ukraine.

## Historique
En mai 2022, lors de l’invasion de l’Ukraine par la Russie, les forces russes sont chassées par les forces ukrainiennes du village dont ils ont pris possession dès le début du conflit.